# Simon Badjie
Simon Badjie (* 6. September 1979 in Mailand, Italien; auch Simon Barjie) ist ein ehemaliger gambischer Fußballspieler.

## Karriere
Frühere Stationen seiner Karriere waren die Vereine Solbiatese Arno Calcio (1995–1997), Como Calcio (1997–1999) und AC Pro Sesto (1999–2004), ein Club aus der Stadt Sesto San Giovanni bei Mailand.
Badjie ist ein schneller Spieler, der auf der gesamten linken Seite einsetzbar ist, er wiegt 74 kg und ist 1,79 m groß. Sohn einer italienischen Mutter und eines gambischen Vaters, ist er auch im Besitz der italienischen Staatsbürgerschaft, was ihm erlaubt, in der Nationalmannschaft Gambias wie in der gesamten Europäischen Union anzutreten. Er ist an der Fakultät für Scienze Motorie (zu Deutsch etwa Wissenschaft der Leibesübungen) der Università Cattolica von Mailand eingeschrieben. Im privaten Fernsehsender Canale 5 übernahm er in „Benedetti dal Signore“ eine kleine Rolle an der Seite von Ezio Greggio und Enzo Iacchetti. Sein Traum ist eines Tages für sein Land am Afrika-Cup teilnehmen zu können, ein Traum, der 2007 zerplatzte, als Gambia in einem Qualifikationsspiel knapp ausschied.